# Liste der Bodendenkmale in Elbe-Parey
In der Liste der Bodendenkmale in Elbe-Parey sind alle Bodendenkmale der Einheitsgemeinde Elbe-Parey und ihrer Ortsteile aufgelistet. Grundlage ist die Veröffentlichung der Landesdenkmalliste mit Stand vom 25. Februar 2016.  Die Baudenkmale sind in der Liste der Kulturdenkmale in Elbe-Parey aufgeführt.
| Denkmal-ID | Fundart            | Ortsteil    | Bezeichnung                                | Zeitstellung | Lage                            | Bemerkungen | Bild         |
| ---------- | ------------------ | ----------- | ------------------------------------------ | ------------ | ------------------------------- | --- | ------------ |
| 428300581  | Befestigung        | Hohenseeden | Befestigung                                | Bronzezeit   | nördlich von Hohenseeden (Lage) | siehe 428300580, beide bilden eine Einheit | Burgwall     |
| 428300580  | Befestigung > Wall | Hohenseeden | Burgwall, Niederungsburg                   | Mittelalter  | nördlich (Lage)                 | Sehr deutlich prägt sich ein rundlich bis eckiger Wall mit etwa 300 m Durchmesser im Wald heraus, teilweise ist der Wall von Ackerfläche umgeben, innerhalb des bis etwa 5 m hohen und 25 m breiten Walls befindet sich eine deutliche Senke. | Burgwall     |
| 428300572  | Wüstung            | Bergzow     | Wüste Dorfstelle mit Burgstelle und Kirche | Mittelalter  | östlich (Lage)                  | bewaldete Insel prägt sich deutlich aus dem Umfeld heraus | Waldlichtung |